# Tsutomu Yamaguchi
Tsutomu Yamaguchi (山口彊, Yamaguchi Tsutomu, Nagasaki, 16 de março de 1916 – Nagasaki, 4 de janeiro de 2010) foi um japonês que sobreviveu aos dois bombardeios atômicos sofridos pelo Japão ao fim da Segunda Guerra Mundial, em Hiroshima e Nagasaki. Apesar de se saber que em torno de 160 pessoas atingidas pelos dois bombardeios sobreviveram, Yamaguchi é o único japonês reconhecido oficialmente pelo governo japonês como sobrevivente dos dois bombardeios atômicos.
Yamaguchi se encontrava em viagem de negócios em Hiroshima na manhã de 6 de agosto de 1945, quando a cidade sofreu o primeiro bombardeio atômico da história. Ferido e com queimaduras na parte superior do corpo, ele passou a noite num abrigo antiaéreo da cidade e, no dia seguinte, voltou para procurar um melhor tratamento na cidade onde morava, Nagasaki. Três dias depois, em 9 de agosto, ele sofreu novamente as consequências de um segundo bombardeio atômico, sobrevivendo mais uma vez.
Yamaguchi foi reconhecido pelo governo japonês como um "hibakusha" - um sobrevivente da radiação, e, por isso, recebeu compensações financeiras e cuidados médicos durante a sua vida. Apesar das sequelas causadas pelos dois bombardeios, Yamaguchi chegou aos 93 anos de idade em boas condições de saúde, a par de certa surdez e fraqueza nas pernas. Dezenas de milhares de sobreviventes dos bombardeios de Hiroshima e Nagasaki morreram nas décadas seguintes, após adoecer de câncer, uma das consequências da contaminação crescente do organismo pela radiação.
Yamaguchi morreu aos 93 anos de idade, também vítima de um câncer de estômago.

## Biografia

### Na juventude
Yamaguchi, nascido em 16 de março de 1916 em Nagasaki, à época no Império do Japão, juntou-se à Mitsubishi em 1930, onde trabalhou como desenhista no projeto de navios petroleiros.

### Na Segunda Guerra Mundial
Yamaguchi "nunca imaginou que o Japão iria entrar em guerra". Ele continuou seu trabalho na Mitsubishi, mas logo a indústria japonesa começou a sofrer pesadamente com a escassez de recursos e navios afundados. Com o decorrer da guerra, de tão abatido que ficou com o estado do país, Yamaguchi considerou matar sua própria família, com uma overdose de pílulas para dormir, face à derrota do Japão.

#### Bombardeio em Hiroshima
Yamaguchi tinha como domicílio a cidade de Nagasaki, onde vivia e trabalhava, mas, por motivos profissionais, ele foi para Hiroshima no verão de 1945. Depois de uma estadia de três meses, Yamaguchi estava se preparando para deixar Hiroshima no dia 6 de agosto. Às 8h15, enquanto fazia o caminho em direção ao cais, o bombardeiro americano Enola Gay lançou a primeira bomba atômica sobre o Japão, a Little Boy, atingindo o centro da cidade, a apenas 3 km de distância de onde Yamaguchi se encontrava. Diferente de outras 140 000 pessoas que também estavam em Hiroshima naquele momento, Yamaguchi sobreviveu ao bombardeio.
A explosão rompeu os tímpanos de Yamaguchi e cegou-o temporariamente. O calor da mesma deixou-o com queimaduras graves sobre o lado esquerdo, na parte superior de seu corpo. Junto com alguns colegas, ele pernoitou em um abrigo antiaéreo. No dia seguinte ele voltou a Nagasaki. Chegando em Nagasaki, Yamaguchi recebeu tratamento para os seus ferimentos e, apesar de não estar bem fisicamente, foi ao trabalho em 9 de Agosto.

#### Bombardeio em Nagasaki
Às 11 horas do dia 9 de Agosto, enquanto Yamaguchi descrevia suas experiências com a explosão nuclear de Hiroshima para seu supervisor no trabalho, em Nagasaki, o bombardeiro americano Bockscar lançou a segunda bomba atômica sobre o Japão, a Fat Man. Mais uma vez, Yamaguchi estava a apenas 3 km do ground zero. Contudo, desta vez ele não sofreu ferimentos devido à explosão e sobreviveu mais uma vez, ao contrário de outras 90 000 pessoas. Com a destruição de Nagasaki, reduzida a ruínas após o bombardeio atômico, Yamaguchi não pode tratar de seus ferimentos - sofreu de uma febre alta por mais de uma semana.

### Após a Segunda Guerra
Após o término da guerra, Yamaguchi trabalhou como tradutor para as forças de ocupação americanas e, em seguida, tornou-se um professor. Anos mais tarde, ele voltou ao trabalho na Mitsubishi. Quando o governo japonês reconheceu oficialmente os sobreviventes do bombardeio atômico como Hibakusha, em 1957, Yamaguchi afirmou durante a identificação que ele tinha estado presente apenas em Nagasaki. Ele estava contente com isso, convencido de que era relativamente saudável, deixando suas experiências para trás.
Ao envelhecer, suas opiniões sobre o uso de armas atômicas começaram a mudar. Com os seus oitenta anos, ele escreveu um livro sobre suas experiências e foi convidado para participar de um documentário realizado em 2006 sobre os 160 sobreviventes de ambos os bombardeios atômicos (também conhecidos como nijū hibakusha no Japão). O documentário Twice Survived: The Doubly Atomic Bombed of Hiroshima and Nagasaki (Sobrevivendo duas vezes: Os que foram bombardeados duplamente em Hiroshima e Nagasaki) foi exibido na Organização das Nações Unidas. No documentário, Yamaguchi defendeu a abolição das armas atômicas.
Yamaguchi tornou-se num defensor ativo do desarmamento nuclear. Em uma entrevista ele disse: "A razão que eu odeio a bomba atômica é por causa do que ela faz para a dignidade dos seres humanos". Falando por meio de sua filha, durante uma entrevista realizada por telefone, ele disse: "Eu não consigo entender porque é que o mundo não pode entender a agonia das bombas nucleares. Como eles podem continuar a desenvolver estas armas?".
Em 22 de dezembro de 2009, o diretor de cinema canadense James Cameron, conheceu Yamaguchi pessoalmente em Nagasaki, Japão, e teve como tema, a realização de um filme sobre armas nucleares. Yamaguchi disse: "Eu acho que é destino, de Cameron e de Pellegrino, para fazerem um filme sobre armas nucleares.

#### Reconhecimento por parte do governo
Num primeiro momento, Yamaguchi não sentiu necessidade de chamar a atenção pela sua dupla sobrevivência às bombas. No entanto, quando envelheceu, ele sentiu que a sua sobrevivência era obra do destino. Em janeiro de 2009, Yamaguchi requereu ao governo japonês o reconhecimento do que lhe aconteceu, o qual foi aceito em março de 2009. Isso tornou Yamaguchi na única pessoa oficialmente reconhecida como sobrevivente de ambos os ataques nucleares ao Japão. Falando sobre o reconhecimento, Yamaguchi disse: "Minha exposição à radiação dupla é agora um registro oficial do governo. Podem dizer a gerações mais jovens da história de horror dos bombardeios atômicos, mesmo depois de eu morrer".

### Saúde
Yamaguchi perdeu a audição no ouvido esquerdo, como resultado da explosão de Hiroshima. Ele também ficou temporariamente careca e sua filha lembra que aos doze anos via o pai constantemente envolvido em ataduras. Apesar disso, Yamaguchi passou a levar uma vida saudável. No entanto, no final de sua vida, ele começou a sofrer de doenças relacionadas com a radiação, incluindo catarata e leucemia aguda.
Sua esposa também sofreu de envenenamento por radiação de chuva negra após a explosão de Nagasaki e morreu em 2008, aos 88 anos de idade, de câncer de rim e de fígado, depois de uma vida de doenças. Todos os seus três filhos relataram que sofriam de problemas de saúde, cuja causa pensavam ser a exposição de seus pais à radiação.

### Falecimento
No ano de 2009, Yamaguchi soube que tinha um câncer de estômago. Ele faleceu em 4 de janeiro de 2010, em Nagasaki, com 93 anos de idade.